# یواس‌اس بیلی (دی‌دی-۲۶۹)
یواس‌اس بیلی (دی‌دی-۲۶۹) (به انگلیسی: USS Bailey (DD-269)) یک کشتی بود که طول آن ۹۵٫۸۱ متر (۳۱۴٫۳ فوت) بود. این کشتی در سال ۱۹۱۹ ساخته شد.